# Foldit
Фолдит — онлайн-головоломка о фолдинге белка. Игра является частью исследовательского проекта и разработана в Вашингтонском университете. Предмет игры — наилучшим образом свернуть структуру выбранных протеинов; лучшие пользовательские решения анализируются учёными, которые могут с их помощью найти решение реальных научных проблем, связанных с поиском вакцин и биологическими инновациями. Много технических терминов в игре заменены на более понятные для людей без соответствующей подготовки, для того чтобы сделать её доступной для всех. Большинство из лучших игроков «Фолдита» не имеют биохимического образования.

## История игры
История игры началась с проекта распределённых вычислений «Rosetta@home»; некоторые пользователи отметили, что в процессе расчёта видят пути решения, но не могут взаимодействовать с программой для того, чтобы показать их. Основными разработчиками игры стали учёные Дэвид Бэйкер, Дэвид Салесин и Зоран Попович; впрочем, в её разработке принимали участие многие пользователи проекта Rosetta. Публичный выпуск бета-версии состоялся в мае 2008 года; с тех пор было зарегистрировано более 240 000 игроков.
В 2011 году игроки помогли расшифровать структуру кристалла обезьяньего вируса, ретровирусной протеазы (M-PMV), вызывающей СПИД у обезьян. Головоломка была доступна для игры всего три недели, но расшифровка была произведена уже на десятый день, при этом данная проблема ставила учёных в тупик на протяжении 15 лет.
В январе 2012 года «Scientific American» сообщил, что игроки завершили первый краудсорсинговый проект по изменению структуры белка, служащего катализатором в реакции Дильса — Альдера, причём новая структура более чем в 18 раз более активна, нежели оригинал.
Кроме предсказания структуры известных белков и создания новых, которые должны подходить для заданных целей, разработчики «Фолдита» предложили игрокам помочь в создании алгоритмов для автоматизированного выполнения этих задач. Такие «рецепты» создаются или на специальном языке скриптов, или с помощью графического интерфейса. Каждый игрок имеет свою «поваренную книгу» с алгоритмами. Игроки могут делиться «рецептами» друг с другом, совершенствовать и комбинировать алгоритмы других, так, как это происходит в сообществе, занимающемся разработкой свободного программного обеспечения, хотя, при желании, автор может сделать свой рецепт недоступным для других. Возможность редактировать скрипты друг друга создаёт условия для их эволюционирования. По состоянию на август 2010 года наиболее успешными «рецептами» были «Синий предохранитель», который произошёл от «Кислотного твикера v0.5» (за три с половиной месяца исследования разные пользователи использовали его более 24 тысяч раз), и «Землетрясение», использованное около 8 тысяч раз. Выяснилось, что «Синий предохранитель» имеет много общего с неопубликованным «Быстрым расслаблением», над которым работали учёные в лаборатории Бейкера. Сравнение этих двух стратегий между собой и с «Классическим расслаблением» — алгоритмом, который использовался ранее, показало, что они обе эффективнее старого алгоритма. «Быстрое расслабление» всё же давало несколько лучшие результаты чем «Синий предохранитель», что частично связано с тем, что игроки, в отличие от учёных, не имеют доступа ко всем функциям оптимизации «Розетта». Если применить такие же ограничения алгоритма учёных, то он все равно может обеспечить достижение более низких значений энергии, но пользовательский алгоритм быстрее справляется с задачами.

## Цель игры
Цель головоломки состоит в поиске трёхмерной структуры определённого белка с самым низким уровнем свободной энергии. Каждое задание публикуется на сайте на определённый срок, в течение которого пользователи соревнуются между собой. Существует также набор постоянно доступных головоломок, разработанный для ознакомления новых пользователей с особенностями «Фолдита». Во время игры игроки интерактивно манипулируют молекулой, меняя форму основного каркаса и положение боковых групп, они могут также вращать α-спирали вокруг свои оси, изменять сообщение цепей в β-структурах, накладывать слабые ограничения в определённых участках («rubber bands») или «замораживать» их. Также пользователям предоставляется панель инструментов для выполнения автоматизированных задач, например, команда «wiggle» позволяет локально минимизировать энергию.
Пользователь получает информацию о том, насколько хорошо ему удается сворачивать белок, в форме баллов, которые начисляются, в частности, за образование новых водородных связей, сокрытие гидрофобных остатков внутрь молекулы и т. д. Также программа даёт игрокам подсказки, например подсвечивает участки, в которых определённые группы сталкиваются и их следует развести, открытые гидрофобные участки, которые следует скрыть, полости, которые необходимо заполнить. Сайт позволяет пользователям делиться друг с другом вариантами решений, обсуждать их, а также вносить вклад в вики, посвященную «Фолдит».